# Staurastrum ornatum
Staurastrum ornatum là một loài Song tinh tảo trong họ Desmidiaceae, thuộc chi Staurastrum.